# لوبون (بولندا)
لوبون (بالبولندية: Luboń) هي مدينة في بولندا، تقع على نهر فارتا، في منطقة العاصمة بوزنان، في مقاطعة بوزنان في محافظة بولندا الكبرى. ويبلغ عدد سكانها 29،301 نسمة (2010). تم إنشاء المدينة عام 1954 من خلال اندماج ثلاث قرى قديمة. (قديم) لوبون وجابيكوو ولاسيك.